# Polly Mead Patraw
Pauline Polly Mead Patraw (1904-2001) fue la primera mujer guardaparque y naturalista estadounidense, en el Parque nacional del Gran Cañón y la segunda mujer guardaparque en el Servicio de Parques Nacionales. Trabajó para los parques nacionales de 1929 a 1931. Se ocupó durante su vida a investigaciones sobre la flora del Sudoeste.

## Experiencias del Gran Cañón
Polly primero visitó el borde norte del Gran Cañón en 1927 como parte de una excursión estudiantil de campo occidental de los parques nacionales. En ese momento, ya había ganado su licenciatura en botánica. Después de graduarse, su benefactora y tía le dieron la opción de ir a Europa o regresar al Gran Cañón. Polly Mead Patraw eligió volver al Gran Cañón y pasó los veranos de 1928 y 1929 haciendo allí la investigación para su tesis de maestría. Como parte de su investigación, se informó que tomaría viajes durante la noche explorando el Cañón con nada más que una almohadilla para dormir y un arma. Su investigación se centró en las causas de la abrupta línea de árboles de la Altiplanicie Kaibab– Brocal del norte Parkway.

## Guardaparque
Polly solicitó originalmente una posición de guardaparque en el Servicio Forestal, pero se le negó la posibilidad de serlo en ese Departamento debido a su género. Ella entonces aplicó para la misma posición, pero en el borde sur de la barranca. Así fue aceptada para el puesto; y, juramentada el 1 de agosto de 1929 por su futuro marido, Preston Patraw.

## Últimos años
Preston Patraw trabajó como asistente del Superintendente de Parques. La pareja se dedicaron a esa actividad, desde marzo de 1931. Después de casarse con Preston Patraw, Polly se retiró de su puesto de guardaparques-naturalista para convertirse en ama de casa. Los Patraws se mudaron de un parque a otro, al ser Preston transferido a diferentes departamentos. Polly continuó estudiando y escribiendo sobre botánica. En 1954, los Patraws regresaron al Gran Cañón con la promoción de Preston Patraw como superintendente. Después de su retiro, la familia se trasladó a Santa Fe, donde Polly murió en 2001.
- La abreviatura «Patraw» se emplea para indicar a Polly Mead Patraw como autoridad en la descripción y clasificación científica de los vegetales.[4]